# Южно-Каспийская низменность
Ю́жно-Каспи́йская ни́зменность — низменность на севере Ирана у южных берегов Каспийского моря.
Протяжённость составляет 525 км, ширина — от 2 до 6 км, в дельтах рек — до 40 км. Вдоль морских берегов расположены косы, береговые валы, полоса болот. С удалением от моря их сменяет наклонная подгорная равнина, примыкающая к предгорьям Эльбурса.
Климат субтропический, годовое количество осадков — свыше 1000 мм. Распространены участки лесов из дуба, граба, ольхи с подлеском из боярышника и алычи; встречаются лианы. В дельтах рек, лагунах и болотах — заросли тростника и камыша, места зимовки водоплавающих птиц.
На территории низменности располагаются месторождения нефти, природного газа, каменного угля. Южно-Каспийская низменность — важный сельскохозяйственный район (возделываются рис, чай, хлопчатник, зерновые, цитрусовые; сады, виноградники). Побережье Каспийского моря в пределах низменности носит название Персидская Ривьера. Крупные города — Решт, Сари, Энзели.